# 바레인의 종교
바레인의 헌법은 이슬람교가 국교이고 샤리아 (이슬람법)가 주요 법원(法源)임을 명시하고 있다. 헌법 제22조에서 바레인에서 지켜지는 관습에 따라 양심의 자유, 숭배의 불가침성, 종교 의식과 관련 행사를 행할 자유 등을 보장하고 있으나, 행정부는 이 권리를 행사하는 데 있어 어느 정도 제한을 두고 있다.

## 종교별 인구
바레인 정부가 배포한 인구 조사 통계 자료에 따르면 2010년의 바레인의 시민권자들 중, 99.8%가 이슬람교도이었으며, 비시민권자들을 포함할 경우에는 무슬림 비율이 70.2%로 떨어진다. 최근의 인구 조사 자료는 바레인의 다른 종교인들에 대해 구분 짓고 있지 않으나, 대략 기독교인 시민권자 1,000명과 40명 이하의 유대인 시민권자가 존재한다. 바레인인 이슬람교 신자들은 이슬람교의 분파인 시아파와 수니파 등에 속한다. 마지막 공식 인구 조사 (1941년)에서는 이슬람 신자 중 52% (시민권자 88,298명)가 시아파이었고 48%가 수니파이었다. 1980년대 기간, Library of Congress Country Studies, '뉴욕 타임스' 등의 비공식 자료들에서는 바레인 인구의 45%가 수니파이고, 55%가 시아파라고 하였다. 2011년에 발간된 마지막 공식 바레인의 자료에서는 시민권자 51%가 수니파이고, 시아파는 49%로 줄어들었다고 하였다.
압도적으로 많은 비율이 동남아시아와 다른 아랍 국가들 출신자들로 이뤄진 바레인의 외국인들은 2010년 기준으로 인구의 54%를 이루었다. 이 외국인들 중에, 45%는 이슬람교도이고 55%는 기독교인 (주로 천주교, 개신교, 말랑카라 정교회, 남인도의 마르 토마 시리아 교회), 힌두교도, 바하이교도, 불교도 시크교도 등을 포함한 비이슬람교인이었다.

## 종교의 자유에 대한 지위

### 법적 그리고 정치적 체계
바레인의 헌법은 이슬람교가 국교임을 명시하고 있고 또한 종교의 자유 역시 나타내고 있으나, 이 권리에 대해서는 제한 사항들이 존재한다. 바레인 행정부는 종교를 기반으로 한, 정치 성격을 띠는 비정부 단체가 '정당'으로 등록시키는 것을 허용하고 있는데, 이 단체는 정치적 활동들을 벌일 수 있는 법적 권한을 가진 정당 같은 역할을 한다. 국회의원 선거와 지방 선거가 2006년에 실시되었는데, 지난 2002년 국회의원 선거를 보이콧 했었던 최대 규모의 정치 단체인 시아파 정치 단체를 포함한 모든 정치 단체들이 참여했었다. 유권자 중 73%가 이 선거에 참여했었다. 모든 종교 집단들은 활동을 위해서는 '법무와 이슬람 업무부'(MOJIA)로부터 허가를 받아야만 한다. 2006년 12월에 바레인의 법무부와 이슬람 업무부가 통합되었다. 예시로 상황에 따라서, 종교 학교를 개교할 때, 종교 집단은 사회개발부, 정보부, 교육부 등으로부터 허가가 필요할 수도 있다. 사회개발부로부터 등록된 기독교 집회는 자유롭게 열렸고 집회 장소를 가지고 있지 않은 다른 기독교 집회에 자신들의 시설을 제공하는 것을 허용받았다. 바레인 정부는 반이슬람적인 글을 금지하고 있다. 시크교 사원 네 곳과 일부 힌두 사원 등은 자유롭게 활동을 허용받고 있다. 인도 총리가 바레인을 방문했던 기간 그는 비용이 420만 달러가 소요될 스리나트지 사원의 재개발 계획을 발표하였다. 바레인의 유일하게 있는 시나고그는 거의 60년간 운영되고 있지 않다.
허가 받지 않은 종교 집회를 가지는 것은 불법이다. 그럼에도, 종교 단체들이 집회 허가를 거부당했다는 보고는 없다. 비등록 기독교 집회들이 존재하며, 비등록된 집회를 강제로 등록하게 하려는 바레인 정부의 시도에 대한 보고들도 존재하지 않는다. '이슬람교에 관한 최고 위원회(High Council for Islamic Affairs)는 수니파와 시아파 공동체들 내 모든 성직자들의 임명에 대한 검토 및 허가 업무를 맡고 있고 모든 시민권자들에 대한 감독 프로그램을 운영하고 있다. 역사적으로 군사 및 경찰 조직 내에서 시아파 이슬람교인들 채용에 있어 차별의 증거가 존재한다. 해당 보고서의 기간 중, 바레인 국방부는 군사 업무에 시아파를 채용하지 않았다. 내무부는 보고 기간에 별도의 시아파 교도들을 비군사적 치안 업무에 채용하려는 노력을 높여왔다. 2007년 4월 19일, 교육부의 관계자들은 법무와 이슬람 업무부와 함께 다음 해에 시작될, 모든 공립 학교에서 가르치게 될 새로운 종교 교육 커리큘럼을 개발 중에 있다고 발표하였다. 이슬람 업무부 차관에 따르면, 새로운 커리큘럼은 이슬람교에 집중될 것이고 반급진주의와 반극단주의에 관한 내용을 포함할 것이라 하였다. 차관은 전해진 바에 따르면 교육부 측에 새로운 커리큘럼은 이슬람교의 모든 분파들의 교리를 포함해야함을 강조하였다고 한다. 이슬람교 수업들은 공립 학교의 커리큘럼의 일부이자 모든 학생들에게 의무 사항이다. 수십년간의 옛 커리큘럼은 수니파의 말리키파 신학을 기반으로 하고 있었다. 커리큘럼에 시아파의 자파리파 교리를 포함시키자는 주장들은 거부되었다. 민사 및 형사 체계는 수니파와 시아파의 샤리아, 부족법, 그 외의 민법과 규제 사항들을 포함한 다양한 법원을 근거로 한 복잡한, 혼합 법원들로 이뤄져 있다. 시아파의 샤리아 판사들의 수가 수니파 샤리아 판사들의 수보다 살짝 많다.
바레인 헌법이 여성의 정치적 자유를 언급하고 있으나, 샤리아가 개인의 법적 지위를 다루고 있다. 시아나 수니 교리가 혼합된 이슬람 법률에 따르면 개인의 신앙, 그리고 혼인을 다양한 계약 사항들이 발생하는 법원 등에 의해 명시되어 있는 권리들은 다양하다. 시아파와 수니파 여성들은 이혼할 권한을 갖고 있지만, 종교 법원은 그 요청을 거부할 수도 있다. 이슬람 양 분파의 여성들은 재산을 갖거나 상속할 수 있고, 공적 문제와 법적 문제에서 스스로를 대변할 수 있다. 직계 남자 상속자가 없으면, 시아파 여성은 모든 재산을 상속할 수도 있다. 이와 대조적으로, 직계 남자 상속자가 없을 경우에, 수니파 여성은 샤리아가 규정한 비율만을 상속할 수 있으며 그 비율은 죽은 자의 형제, 숙부, 남자 친척들 간 나뉜다. 이슬람교인 여성은 남자 측이 이슬람교로 개종할 경우에만 비무슬림 남성과 법적으로 혼인할 수 있다. 이런 혼인의 경우, 자녀들은 자동으로 무슬림으로 여겨진다. 이혼의 경우, 법원은 일반적으로 시아파 및 수니파 여성들에게 특정 나이 때까지 자녀의 양육권을 부여하며, 이 시기는 자파리파와 말리키파 이슬람교 법률을 근거로 아버지에게 되돌아간다. 정신적 문제가 있는 경우를 제외한 모든 상황의 경우, 양육 결정권에 관계 없이 아버지는 법적 나이에 도달하기 전 그 자녀의 재산에 대한 후견인 지정 등의 특정 법적 결정을 행할 수 있는 권한을 갖고 있다. 비시민권자 여성은 시민권자 남성과 이혼할 경우에 자녀에 대한 양육권을 자동으로 상실한다. 이란, 이라크, 시리아 등에 있는 시아파 사원과 성지들에 대한 순례를 허가받은 시민들에의 수에 대한 제한은 없다. 바레인 행정부는 이란행 행선을 감시하고 그곳에서 신학을 공부하려는 자들을 면밀하게 조사한다. 행정부는 신분 증명 문서에 종교를 표기하지 않는다. 출생 시에, 출생 신고를 하려는 부모는 자녀의 종교 (분파는 표기 x)를 나타내도록 요청받지만, 정부가 발행하는 출생 증명에는 이 정보를 담고 있지 않다. 바레인의 법률은 다른 종교로 개종하는 행위를 금지하고 있지 않다. 이드 알아드하, 이드 알피트르, 이슬람교의 선지자 무함마드의 탄신일, 아슈라, 이슬람의 설 등의 종교 행사들은 국가 공휴일로 여겨진다. 여러 종교 집단들의 지도자들이 바레인을 방문하여 정부와 민간의 대표들을 만났으며 여기에는 인도의 말랑카라 마르 토마 시리아 교회의 최고 사제 등이 있었다.

### 종교의 자유에 대한 제한들
바레인 정부의 정책과 관습은 보통 종교의 자유 행사에 기여하고 있다. 각자의 신앙을 따르는 여러 다른 종교 집단의 신도들은 정부의 개입 없이 종교 활동을 이어나가고 있고 집회 장소를 유지하거나 십자가, 종교 및 성인의 조각상 등 종교 상징물들을 전시하는 등에는 당국으로부터 허가를 받는다. 바레인 행정부는 시아파와 수니파의 모스크, 시아파의 마탐 (Mätam, 종교 공동체 중심지), 시아파와 수니파의 와크프(waqf, 종교적 기부), 그리고 자파리파 (시아)와 말리키파 (수니) 등의 이슬람 법학을 다루는 종교 법원 등을 포함한 모든 공식 국가 기관들에 기금을 대고 있다. 또한 정부는 공공 종교 행사들도 허용하고 있으며, 대표적으로 대부분은 라마단과 무하람 기간 매년 열리는 시아파 무슬림들의 기념 행진 행사이다.
다른 종교에서 이슬람교로 개종하는 자들은 흔치 않은 것이 아니며, 특히 무슬림 남성과 비무슬림 여성 간의 혼인 경우에 많다. 이 개종자들은 일반적으로 이슬람교 공동체에서 환영받는다. 반대로, 이슬람교에서 다른 종교로 개종한 자들은 사회에서 용인받지 못한다. 무슬림 가정과 공동체 들이 이슬람교에서 종종 개종한 자들을 따돌리고 때로는 신체적 학대의 대상자로 전락하기도 한다는 보고가 있다.
바레인에서 열린 2011년–2012년 아랍의 봄 봉기와 이에 대한 시아파의 항의 운동 탄압 당시에, 신문사 McClatchy 의 보도에 따르면 많은 시아파 모스크들이 정부에 의해 무너졌다고 하였다. 기자들이 딴 시아파 지도자들의 인터뷰에 따르면, 용역꾼들이 경찰과 군대의 에스코트를 받아 그 죽음의 밤에 모스크를 파괴하러 종종 왔었고, 대부분의 경우 흔적을 남기지 않기 위해 마을 사람들이 아침 잠에서 깨어나기 전 건물의 잔해를 차로 날랐다고 한다. 바레인의 법무 및 이슬람 업무부의 장관 셰이크 칼리드 빈 알리 빈 압둘라 알 칼리파 (Sheikh Khalid bin Ali bin Abdulla al Khalifa)는 다음의 발언과 함께 이 철거를 옹호하였다: "파괴한 건물들은 모스크가 아니고, 불법 건축물일 뿐이다." 그렇지만 McClatchy의 기자는 정부의 파괴 이전에 이 건축물들이 '잘 보존된 오래된 건축물"임을 보여주는, 모스크의 사진들을 발견하였다.
MOJIA는 바하이교 집회에 대한 운영 허가권을 반복적으로 거부하고 있으며, 집회 승인을 거부하고 있다. 바하이교 공동체는 정부의 개입 없이 자유롭게 집회와 예배를 이어가고 있다. While MOJIA는 바하이교를 이슬람교의 비정통 분파이자 모독으로 보고 있으며, 일부 다른 정부 부처에서도 시민들이 특정 정부 기록물을 작성할 때 컴퓨터 메뉴 상 종교 부분에서 바하이교를 누락시키고 있다.
성경을 비롯한 그 외 기독교 출판물들은 이슬람교와 다른 종교 서적들도 마찬 가지로 판매하고 있는 서점들에서 숨김없이 전시되고 판매되고 있다. 교회당 역시도 서적, 음악, 기독교 지도자의 문구 등을 포함한 기독교 관련 물품을 제한 사항 없이 자유롭게 판매한다. 모든 이슬람교 종파에 대한 종교 관련 소책자들, 다른 국가 이슬람 설교자들의 카세트 테이프 등도 손쉽게 구할 수 있다. 최근 들어, 바레인 내무부는 고용 관습을 개선하려는 노력을 들이고 있고 시아파 시민권자들 고용을 늘리고 있다. 2005년에 1,000명 이상의 신자들이 있는 한 기독교 교회는 '사회개발부'에 제2의 교구를 구성하기 위한 신청서를 제출했다. 교회는 제2교구의 신도들을 맡을 임시 사제를 배치하였다. 그렇지만, 그는 비자 제한 때문에 겨우 네 달만을 머물렀다. 새 교구는 상주 사제를 위해 3년 짜리 비자를 신청했었다. 해당 보고 시기가 끝날 쯤, 행정부 관계자들은 두 번째 교구 허가 또는 교회 지도자들에게 상주 사제를 위한 거주 비자 부여 등에 대한 최종 결정을 아직 통보하지 않았다. 교회 관계자들의 정보 요청 역시도 아직 답변이 없었다. 바레인 내 종교 죄수나 구금자 들에 대한 보고 역시 없다.

2011년 2월, 집권하고 있는 수니파 소수 세력과 시아파 다수 사이의 긴장 사태가 다수의 민간인 죽음의 결과로 이어진 경찰의 폭력적인 탄압이 일어난 거리 시위로 퍼져나가고 있다. McClatchy Newspapers/csmonitor.com은 2011년 5월 중순에 다음과 같이 보도를 하였다: 
관계자들은 비밀 재판을 열어 시위자들에게 사형을 내리고 있고, 주요 반대 세력 정치인들을 체포하고 있으며, 시위자들을 치료해준 간호사들과 의사들을 구금하고, 시아파 측이 주로 운영하고 있었던 의료 체계를 몰수하고, 시아파 전문인들을 해고하고 이들의 연금을 중단시켰으며, 시위에 참여한 학생들과 교사를 억류하고, 언론인들을 구타하고 체포하였으며, 유일한 반대 기류의 신문사를 강제로 폐쇄시켰다.
익명의 미국의 관료는 McClatchy와의 인터뷰에서 바레인의 보복적 성향의 정권에 대해 우려를 표하였고, 오바마 행정부가 "바레인의 급속하게 악화되는 상황에 대해 깊은 우려를 하고 있다"라고 밝혔다.

### 강제 개종
바레인은 강제 개종에 관여한 역사는 없다. 토착 소수 집단과 마찬가지로 외국 출신 내국인들은 정부나 다른 종교 집단의 개입 없이 자신들만의 종교를 따를 수 있다.

### 유대인 공동체 지위
소규모 유대인 공동체가 공격과 반달리즘으로부터 안전하긴 하지만, 보통 이스라엘-팔레스타인 분쟁과 관련된 일부 반시온주의적 정치 발언과 삽화 등이 등장하는 가운데, 정치적 영역 밖에서 유대인 공동체는 완전히 존중받고 있고 자유로운 활동이 허용되고 있다. 바레인의 유대인들은 정부의 개입 없이 조용히 자신들의 신앙을 이어나가고 있다. 2008년에 바에인은 유대인 출신 여성 국회의원 후다 에즈라 에브라힘 노누를 미국 대사로 임명하였다.

### 종교의 자유의 존중에 대한 개선 및 긍정적 발전
바레인의 의회 및 지방 선거가 2006년 11월과 12월에 열렸다. 정당을 근거로 하여 종교와 연관성을 띤 후보자들이 입법부 40석 중에 32석을 얻었다. 선거 기간, 종교 정치 집단의 후보자들은 정부의 개인 없이 자신들의 선거 운동을 하였다. 하원 선거 이후에 바레인 국왕이 2006년 12월에 임명한 상원 의원이라 할 수 있는 슈라(Shura) 의회의 의원 40명 중 유대인 한 명과 기독교인 한 명이 있다. 이 기독교인 의원은 동료 의원들로부터 슈라의 차석 부의장으로 선출되었고 또한 아랍 의회에 파견되는 바레인의 대표단 4명 중 한 명이기도 하다. 기독교인 후보자가 지역 선거에 나섰으나 낙선하였다. 2007년 4월, '바레인 여성 기업가 사회'는 가족법에 대한 첫 공개적 사건이라 할 수 있는 해당 주제로 공개 토론회를 후원함으로써 가족법에 대한 대중 인식 캠페인을 시작했다. 해당 주제 내용은 2006년 11월/12월 선거 당시에는 중요하게 제기되지는 않았으나, 2005년 5월 바레인 여성 최고 위원회가 주도한 인식 캠페인 및 민간 단체에서 주도한 세미나 등을 통해 가족법에 대한 필요성을 강조하기도 했다. 그 다음에는 그러한 법에 찬성하는 사람들과 반대하는 사람들의 공개 토론과 집회가 이어졌다. 해당 내용이 보도되던 기간, 아왈리 공동체 교회의 사람들이 기독교인 수감자들에게 한 달에 한번 의복 및 기독교 서적, 집에서 온 편지를 전하기 위해 방문하고 있으며, 그외 교회 사람들도 기독교 수감자들을 주기적으로 방문하고 있다.

## 2020년대
2020년 World Religions Database는 바레인 인구의 82%가 이슬람교도이고, 기독교인이 12% (주로 로마 가톨릭교도, 개신교도, 말랑카라 정교도, 남인도의 마르 토마 시리아 교회인), 힌두교인이 6%이었다.
소수 종교 집단들은 소수 종교에 대한 신앙과 전통들에 대해 바레인 사회의 관용 정도가 우수하다고 전하며, 이슬람교에서 개종하는 데에서는 관용이 없다고 하였다.
2022년 11월, 교황 프란치스코는 바레인을 방문한 첫 로마 가톨릭 교황이 되었다. 그는 마나마에서 대략 30,000명의 사람들이 모인 가운데 미사를 진행했다.
2023년, 바레인은 종교의 자유에 있어 4점 중 1점을 기록했다.

## 같이 보기
- 바레인의 인구
- 바레인의 이슬람교
- 바레인의 기독교교
- 바레인의 천주교
- 아랍 국가의 힌두교
- 바레인의 유대인의 역사